# Кисляк Кузьма Михайлович
Кузьма Михайлович Кисляк (1913—1974) — педагог-організатор шкільної освіти на Донбасі, краєзнавець, автор ідеї і організатор встановлення пам'ятника Т. Г. Шевченку у м. Красногорівка (скульптор О. Гонтар) — єдиного у сільських районах Донеччини. Учасник однієї з вирішальних під час німецько-радянської війни Сталінградської битви на Волзі. Заслужений вчитель УРСР.

## Біографія
Народився 13 жовтня 1913 року в робітничій сім'ї у Молдавії. Дитячі роки пройшли в Донбасі. Після закінчення Мар'їнського педагогічного училища (1932 рік) працював вчителем початкових класів. З перших днів німецько-радянської війни й до самого її закінчення — у лавах Радянської армії (рядовий, старшина роти). Повоєнне життя повністю пов'язане із селищем Мар'їнка, що поблизу Донецька — вчитель, директор школи, завідувач районним відділом освіти. Активний та авторитетний діяч районної громади — обирався депутатом районної ради, членом виконавчого комітету. Професійно був найкращим керівником районної ланки серед освітян Донецької області, за що був удостоєний почесного звання «Заслужений учитель УРСР».